# 마이크로네이션의 국기 목록
다음은 마이크로네이션의 국기 목록이다.

## ㄴ

나미나라 공화국
노바 로마
누토피아
뉴 아프리카 공화국
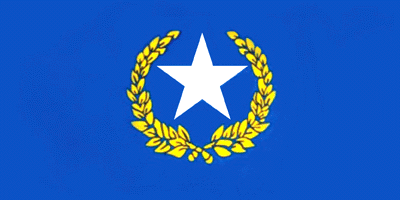
뉴 유토피아

## ㄹ

라고안 제도 대공국
라도니아
라코타 공화국
란르우스트
러블리 왕국
로마노프 제국
런디 왕국
레돈다 왕국
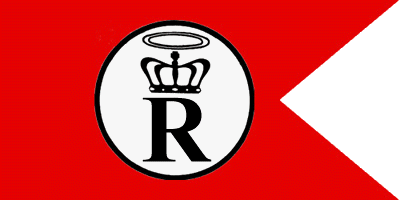
레위니옹 제국
로즈섬 공화국
리버랜드
리프레쉬멘트 섬

## ㅁ

만주국 정부
모라크 송기라티 메아드스 공화국
몰로시아 공화국
무라와리 공화국
미네르바 공화국

## ㅂ

바로첼란드
발티오 왕국
버트랜드
베이스노리아
북수단 왕국
붐분가
빅스랜드 공국
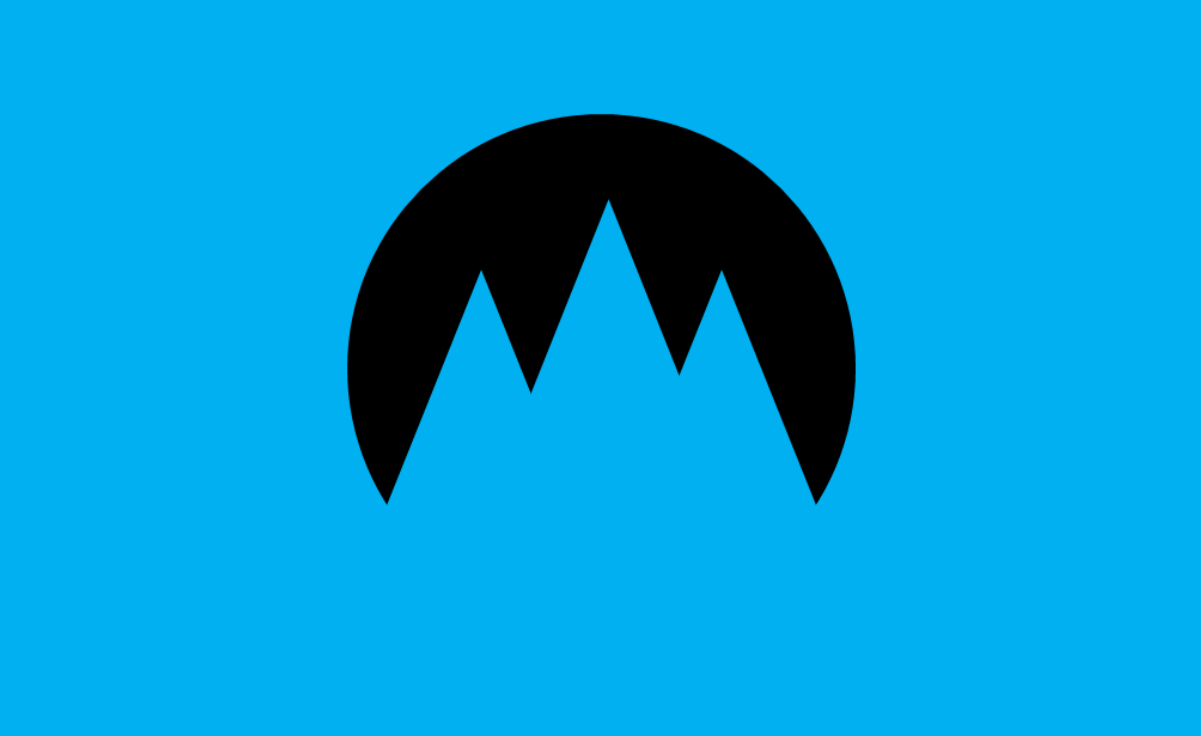
빙하 공화국

## ㅅ

산호해 제도 게이 앤드 레즈비언 왕국
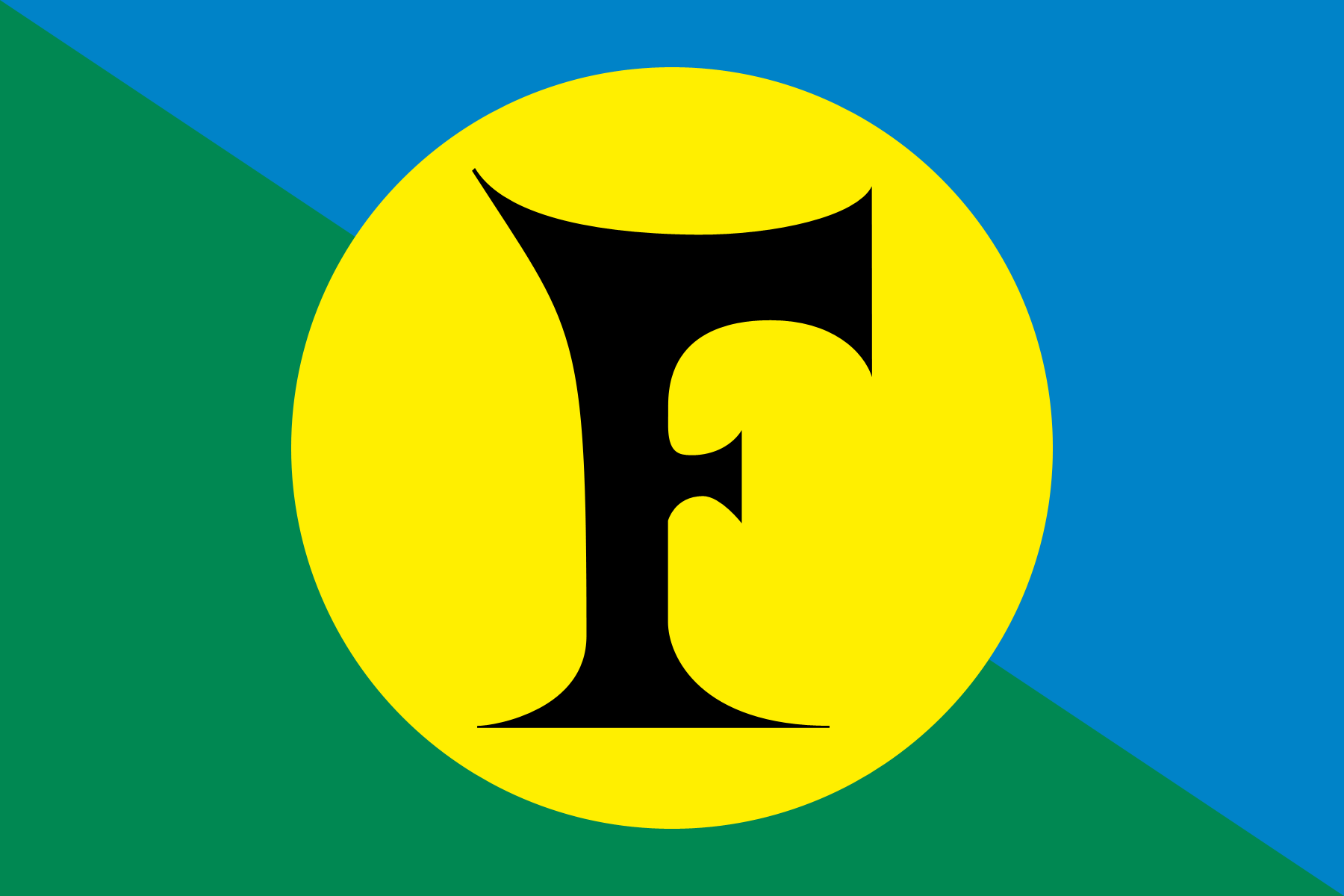
바스 체스내이
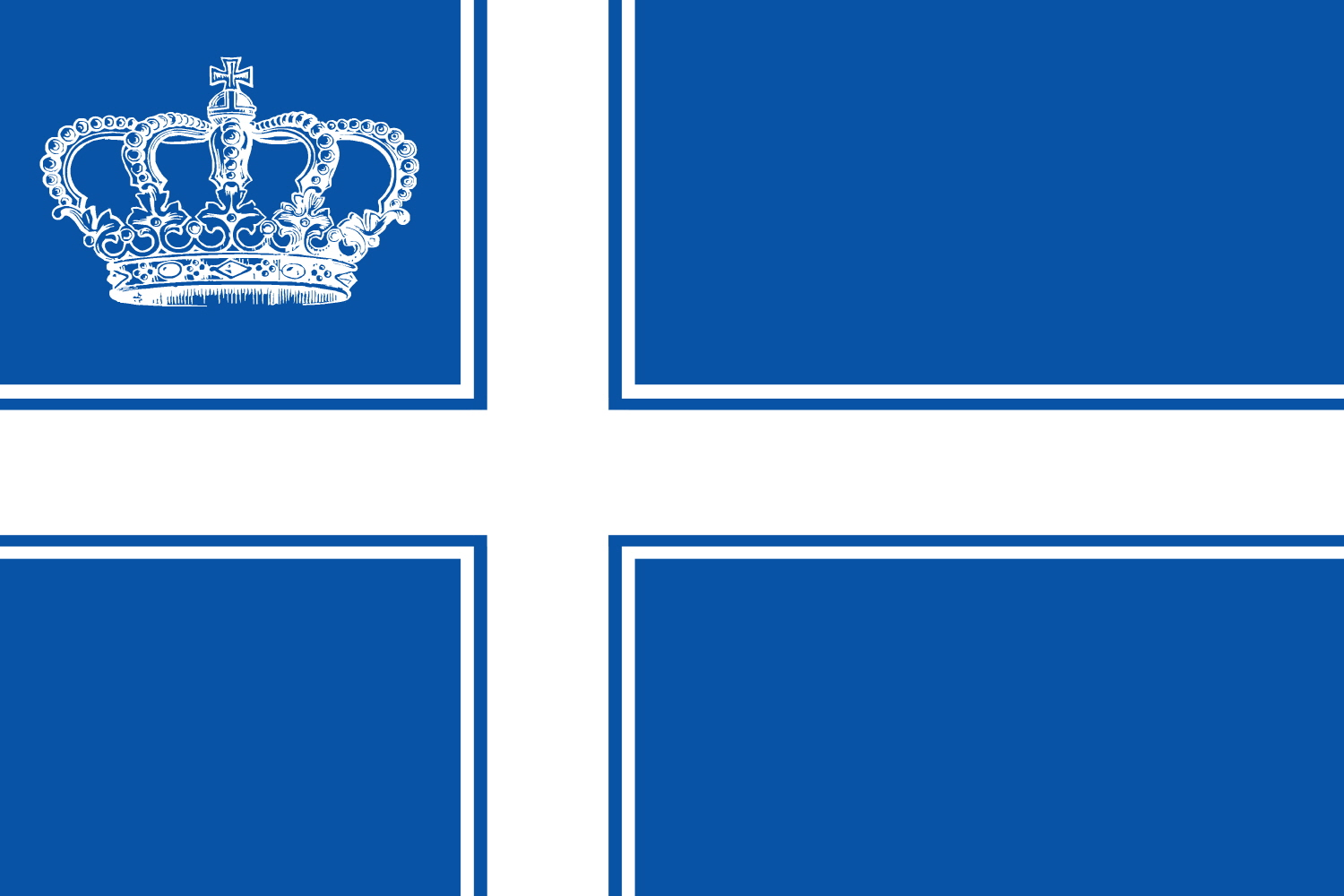
서웨스타티카 대공국
세당 왕국
세보르가 공국
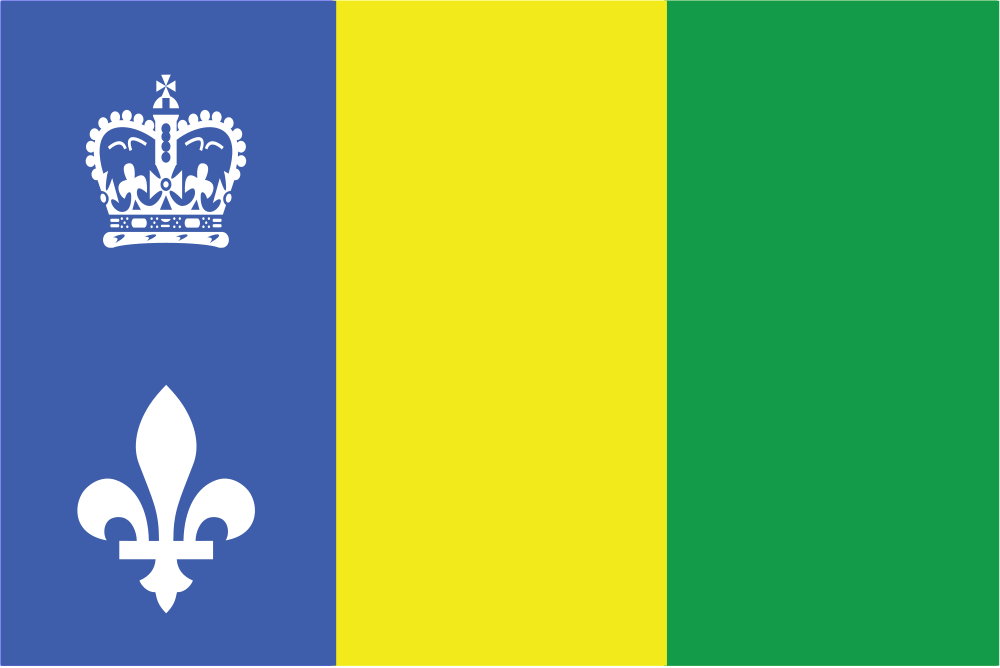
세인트 존 코브
셀레스티아
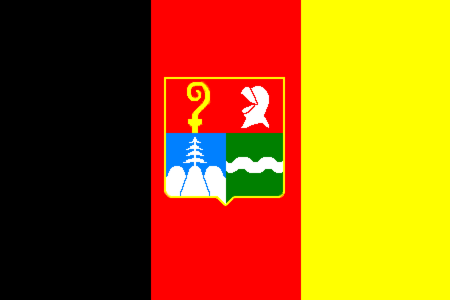
소제 공화국
소천 왕국
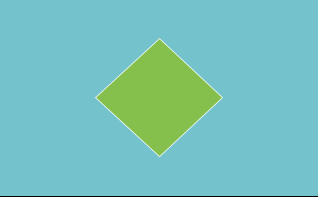
수락민국
시랜드 공국

## ㅇ

아라모하나 독립국
아라우카니아 파타고니아 왕국
아에리칸 제국
아우터 발도니아 공국
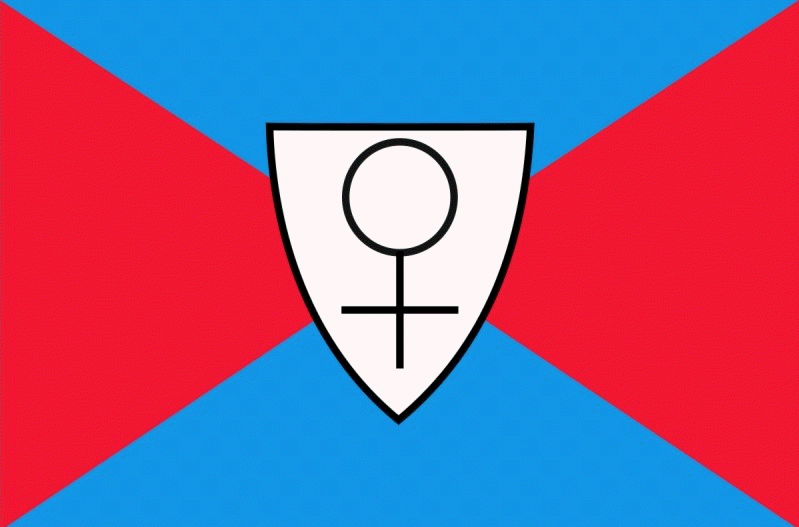
아우터 월드 왕국
아크지블란드
엔넨키오 왕국
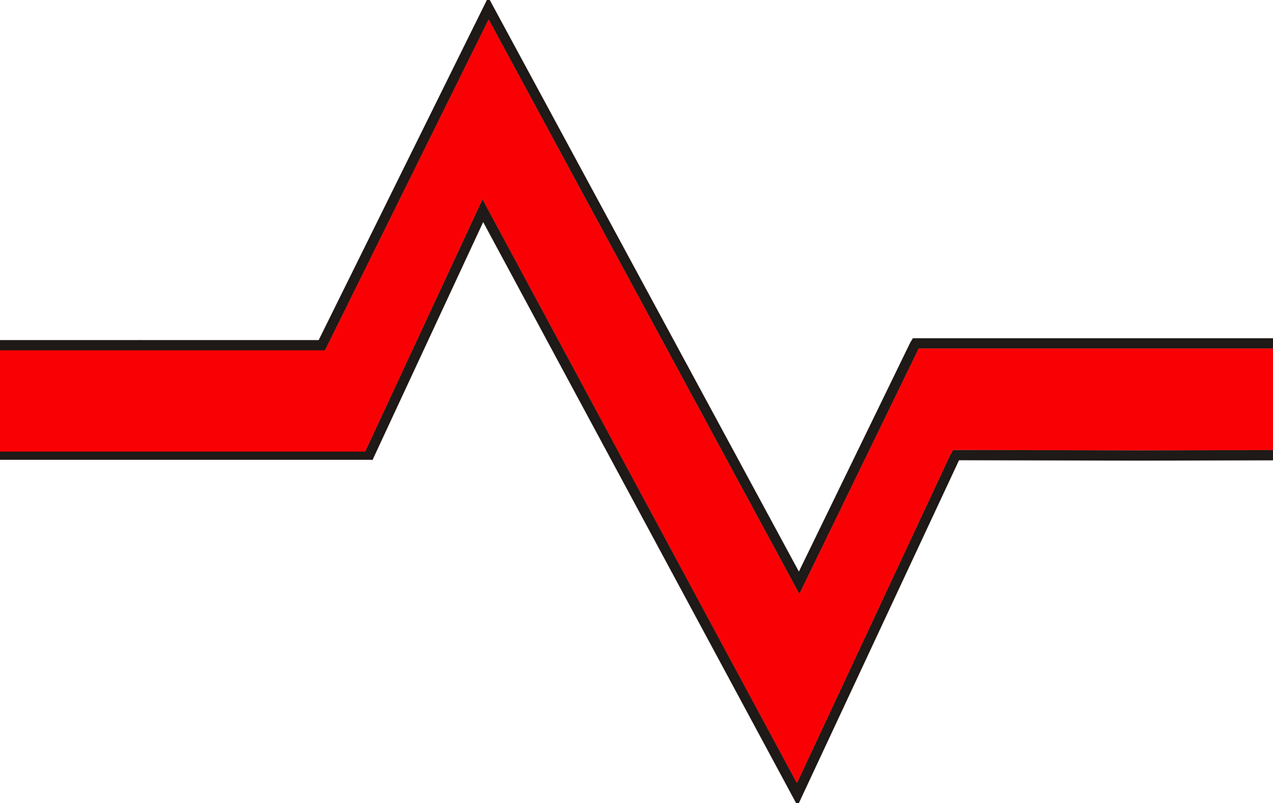
엘가랜드-발가랜드
엘레오레 왕국
엠심바티 술탄국
애틀랜티움 제국
영국령 서플로리다
영원한 루키나 독립국
옘틀란드 공화국
오스티네시아 제국
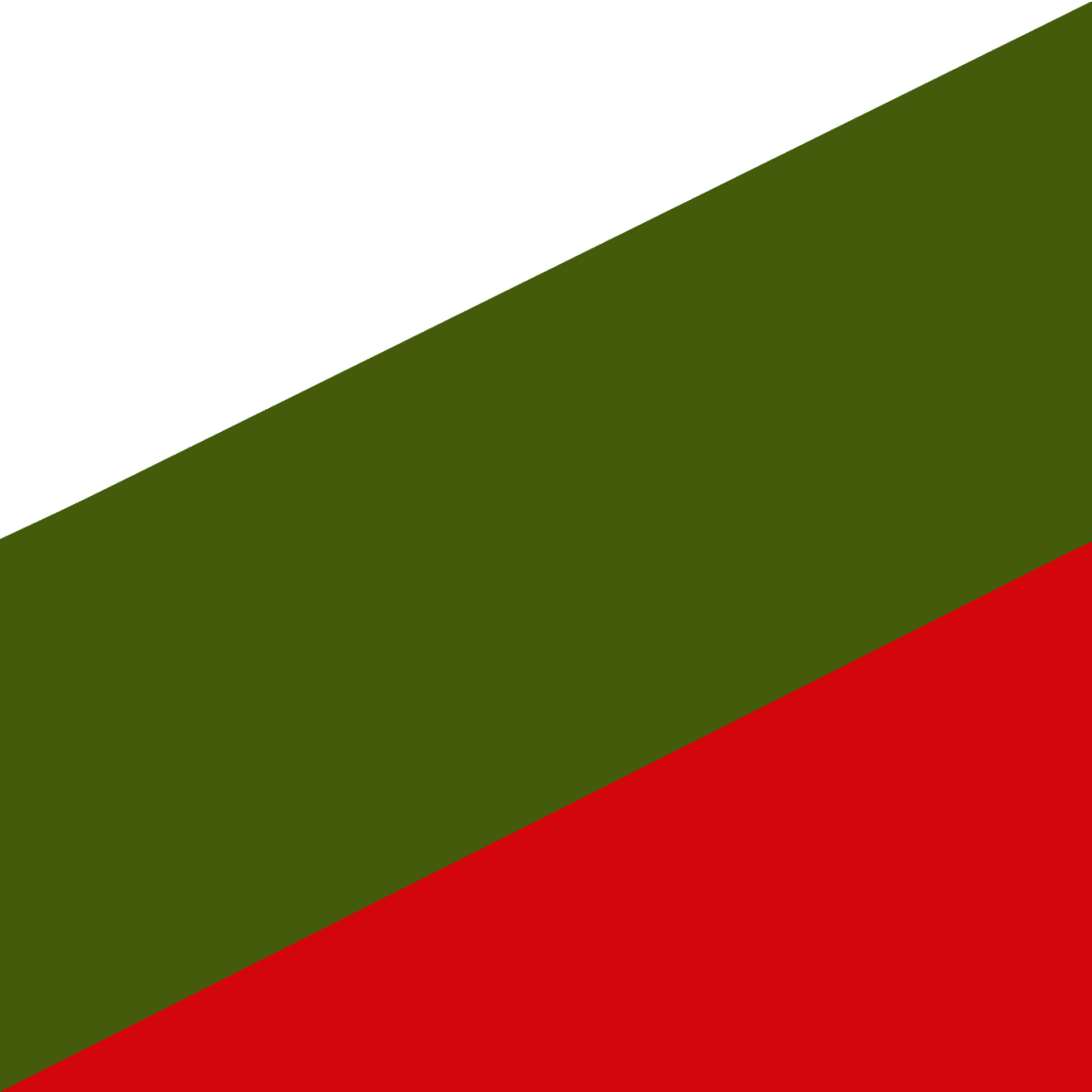
온갈 공국
와이 공국
왈라치아 왕국
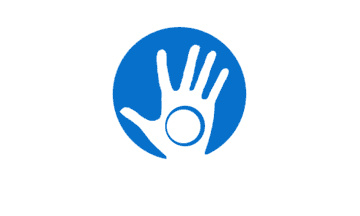
우주피스 공화국
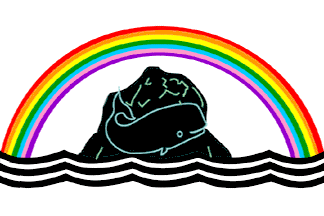
웨이브랜드 글로벌 독립국
이카리아 자유국

## ㅈ

자유조선
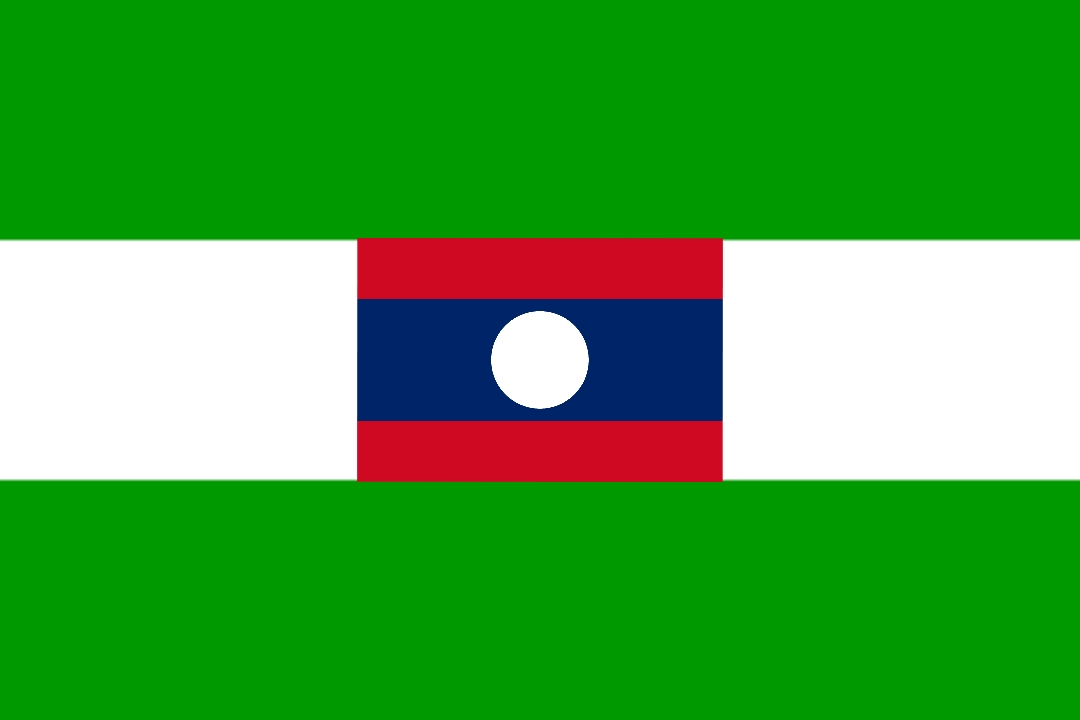
자유 라오스 공화국
전우주 제국
중립 모레스네
쥬신 공화국

## ㅋ

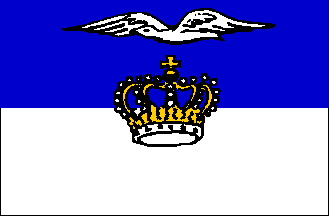
코뉴웨 공화국
콘치 공화국
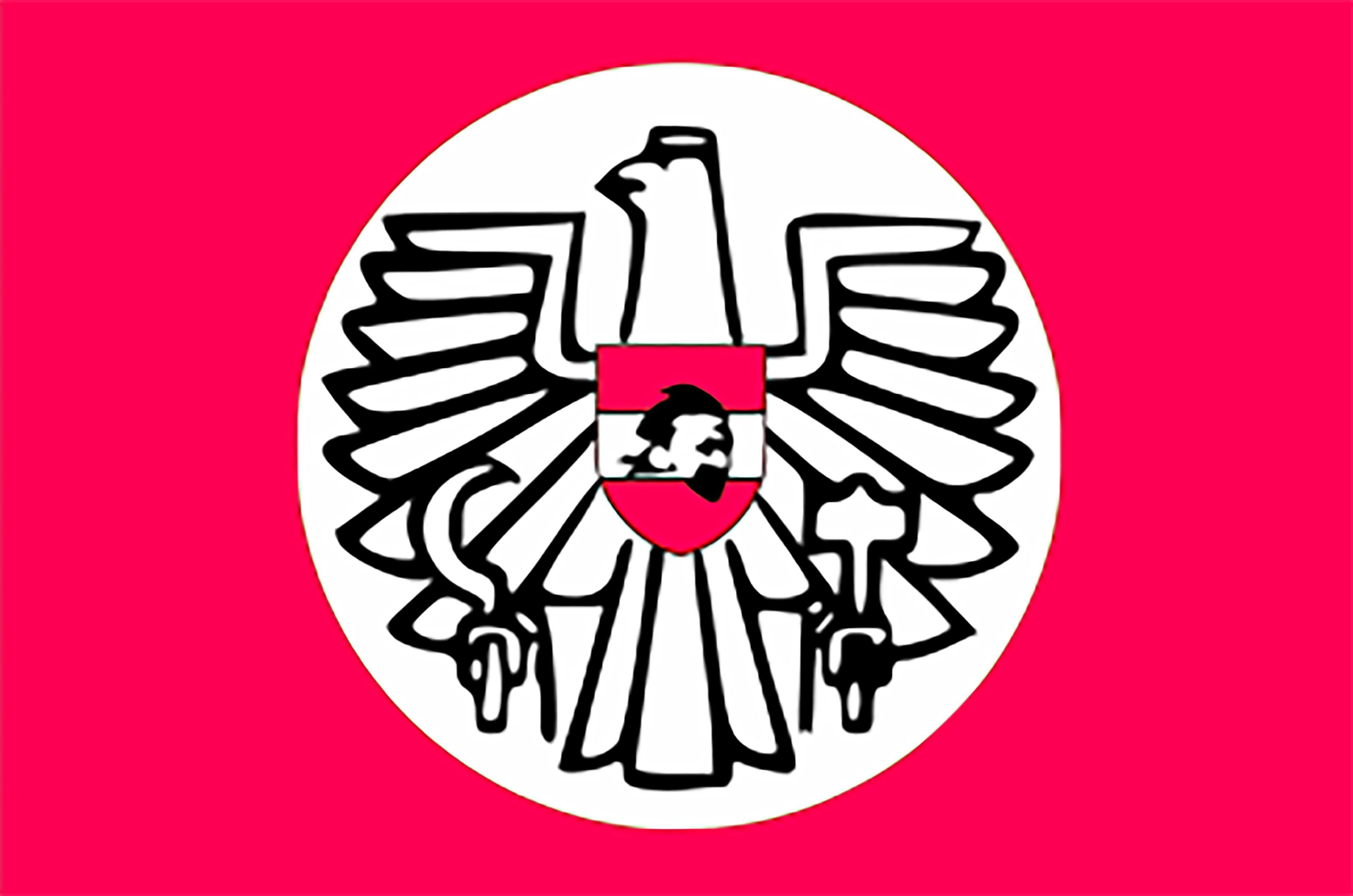
쿠겔무겔의 국기

## ㅌ

타볼라라 왕국
탈로사 공화국
탈로사 왕국
타이완 공화국
트리니다드 공국
투 체어즈 왕국

## ㅍ

팔바도무스 공화국
페리로쟈 공화국
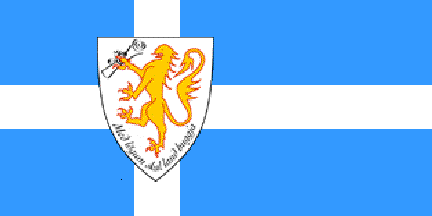
포빅 주권국
포야이스
폰티냐
프레도니아
프리도니아 공국
프리타운 크리스티아니아
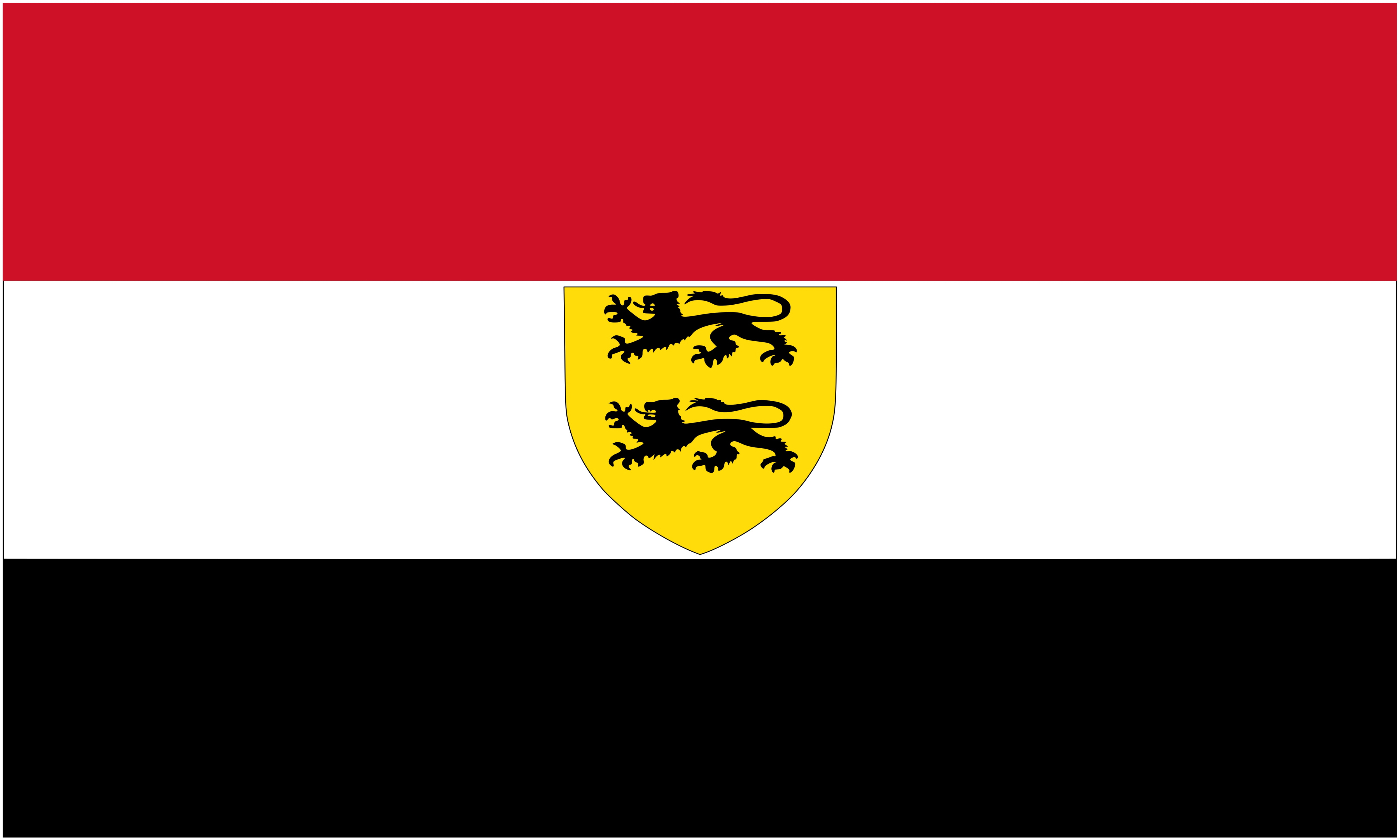
플란드렌시스 대공국
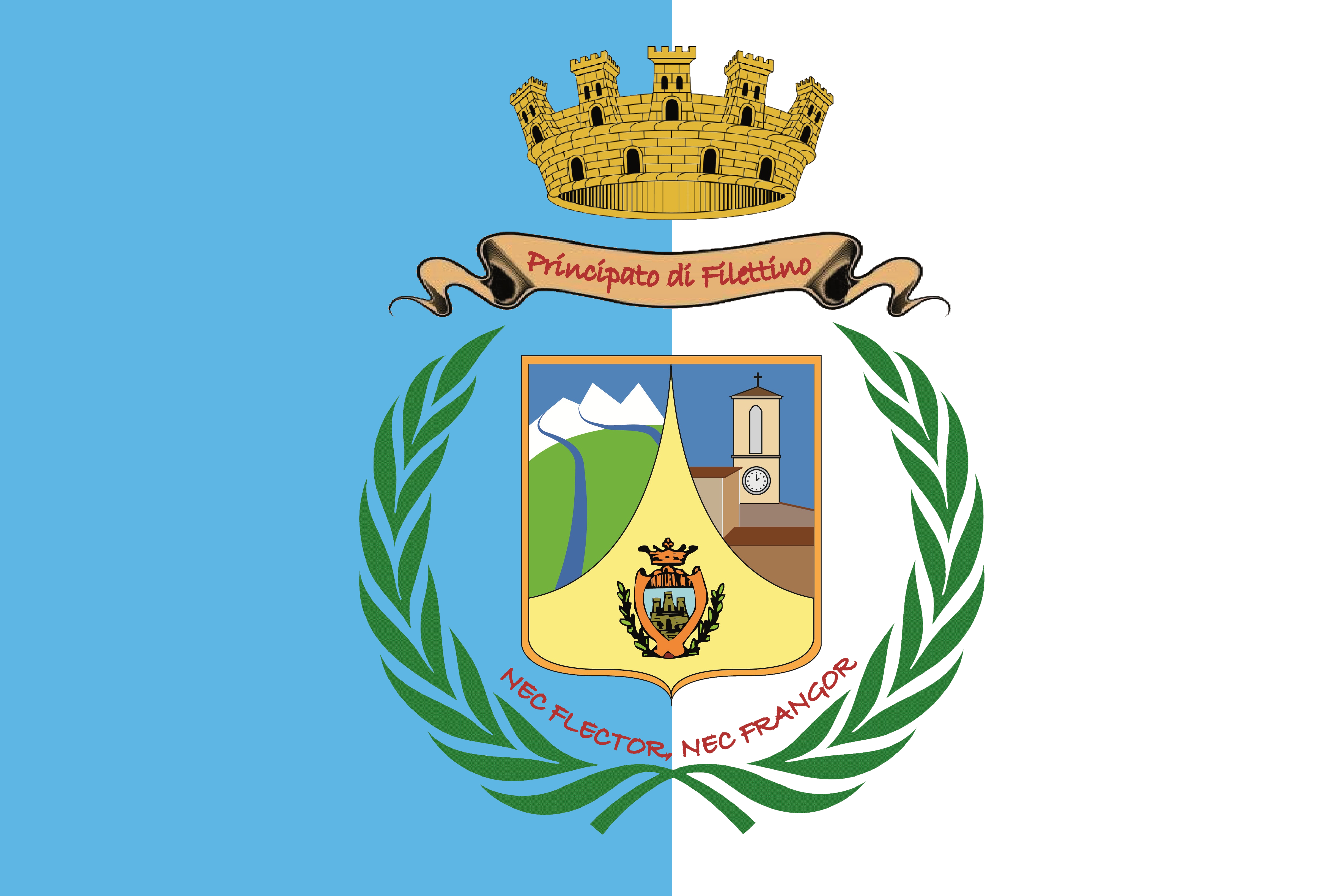
필레티노 공국

## ㅎ

헛리버 공국
휴머니티 왕국

## 같이 보기
- 마이크로네이션
- 마이크로네이션 목록
- 마이크로네이션의 문장 목록